# 金石情
《金石情》，為1968年香港邵氏公司發行，羅維執導之電影，取材於民間痲瘋女之說。

## 劇情簡介
曲江李孝文（凌波飾）上京赴考途中遭劫，流落至潮陽慈雲寺，為方丈（楊志卿飾）收留於寺內抄寫佛經。一日，潮陽劉毅仁劉員外（羅維飾）偕女貞蓮（林玉飾）至慈雲寺進香，巧遇孝文，劉員外表示賞識其書畫雙全，願助上京赴考，並邀孝文及方丈至府中一聚。翌日，孝文同方丈共赴劉府，劉員外更向孝文提婚，有意招他為婿，孝文見劉員外賞識於己之文采，不疑有他，即口答應。然而貞蓮卻始終反對此樁婚事，婚後更對孝文不理不睬，孝文於是心生怒氣，決意退婚，至此貞蓮終道出原由。
原來貞蓮從小身患痲瘋，劉員外有信於過癩賣瘋之說，始有招孝文為婿之事。孝文得知事情始末，有感於貞蓮真情，欲返鄉稟明母親（歐陽莎菲飾）迎娶貞蓮；而卻也在此時，劉員外發現貞蓮之瘋疾未去，恐其敗壞門風，一怒之下將貞蓮鎖於石屋，幸得侍女荷兒（丁茜飾）相助，貞蓮與荷兒於是逃出劉府，赴曲江尋找孝文。兩人終雖團聚，但貞蓮瘋疾越發發作，萬念俱灰下，貞蓮竟將自己反栓於屋內，狂飲毒酒，以圖自盡……。

## 人物角色
| 角色名稱 | 演員     | 備註       |
| -------- | -------- | ---------- |
| 李孝文   | 凌波     |            |
| 劉貞蓮   | 林玉     |            |
| 劉毅仁   | 羅維     | 劉貞蓮父   |
| 荷兒     | 丁茜     | 劉家侍女   |
|          | 歐陽莎菲 | 李孝文母   |
|          | 楊志卿   | 慈雲寺方丈 |
| 劉柱     | 郝履仁   | 劉家家僕   |

## 其他製作人員
- 助導：徐大川
- 化妝：方圓
- 錄音：王永華
- 佈景：陳其銳

## 電影歌曲
- 插曲：〈試情〉 
 作曲：王福齡 
 作詞：蕭篁 
 主唱：靜婷、凌波

- 插曲：〈臨別依依〉  
 作曲：王福齡 
 作詞：蕭篁 
 主唱：靜婷、凌波

## 外部連結
- 開眼電影網上《金石情》的資料（繁體中文）
- 香港影庫上《金石情》的資料（繁體中文）
- 时光网上《金石情》的資料（简体中文）
- 豆瓣电影上《金石情》的資料 （简体中文）
- 互联网电影数据库（IMDb）上《金石情》的资料（英文）